# Botschaft der Republik Türkei (Bonn)

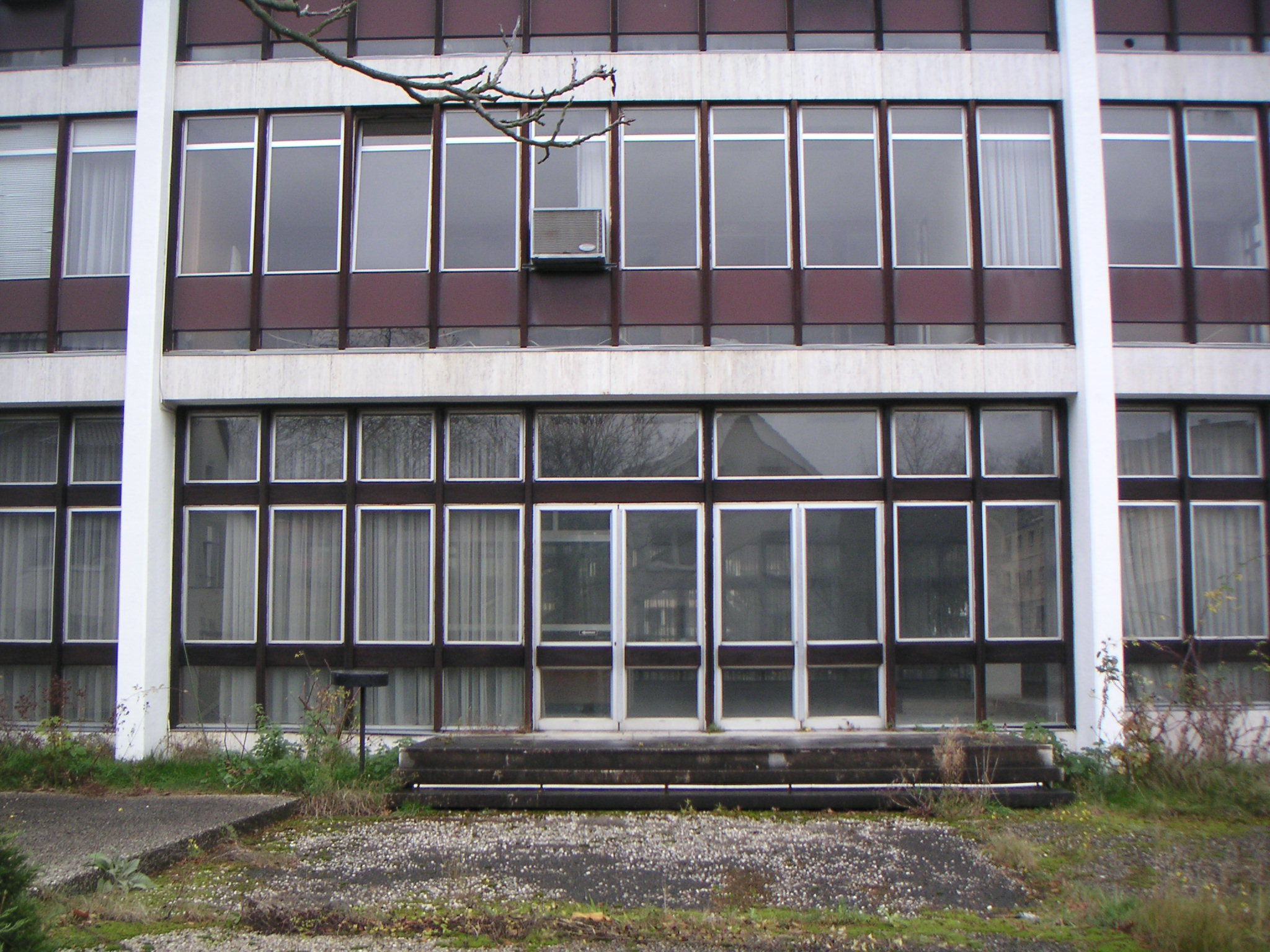
Ehemaliges Kanzleigebäude der türkischen Botschaft (2010)

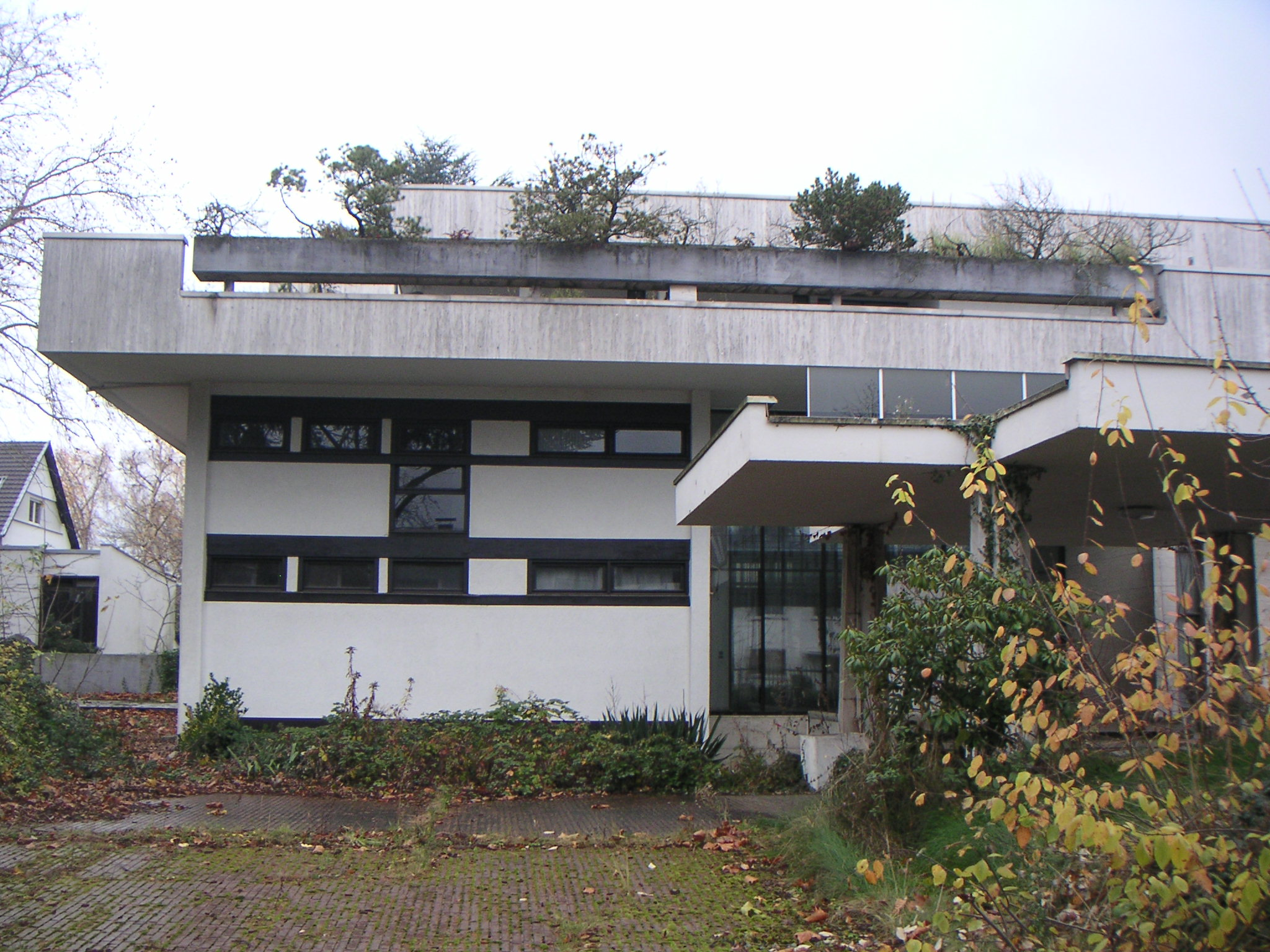
Ehemaliges Residenzgebäude der türkischen Botschaft (2010)

Die Botschaft der Republik Türkei in der Bundesrepublik Deutschland hatte von 1954 bis 1999 ihren Sitz im Bonner Stadtbezirk Bad Godesberg. Die für diese Aufgabe 1965–1967 errichteten Botschaftsgebäude befanden sich nahe dem Rheinufer im Ortsteil Mehlem, das Kanzleigebäude an der Utestraße (Hausnummer 47) Ecke Gernotstraße (Hausnummer 5) und die Residenz an der Gernotstraße Ecke Rüdigerstraße. Nachdem der Hauptsitz der türkischen Botschaft 1999 nach Berlin verlegt worden war, standen die Gebäude leer und wurden im Jahr 2012 abgebrochen.

## Geschichte

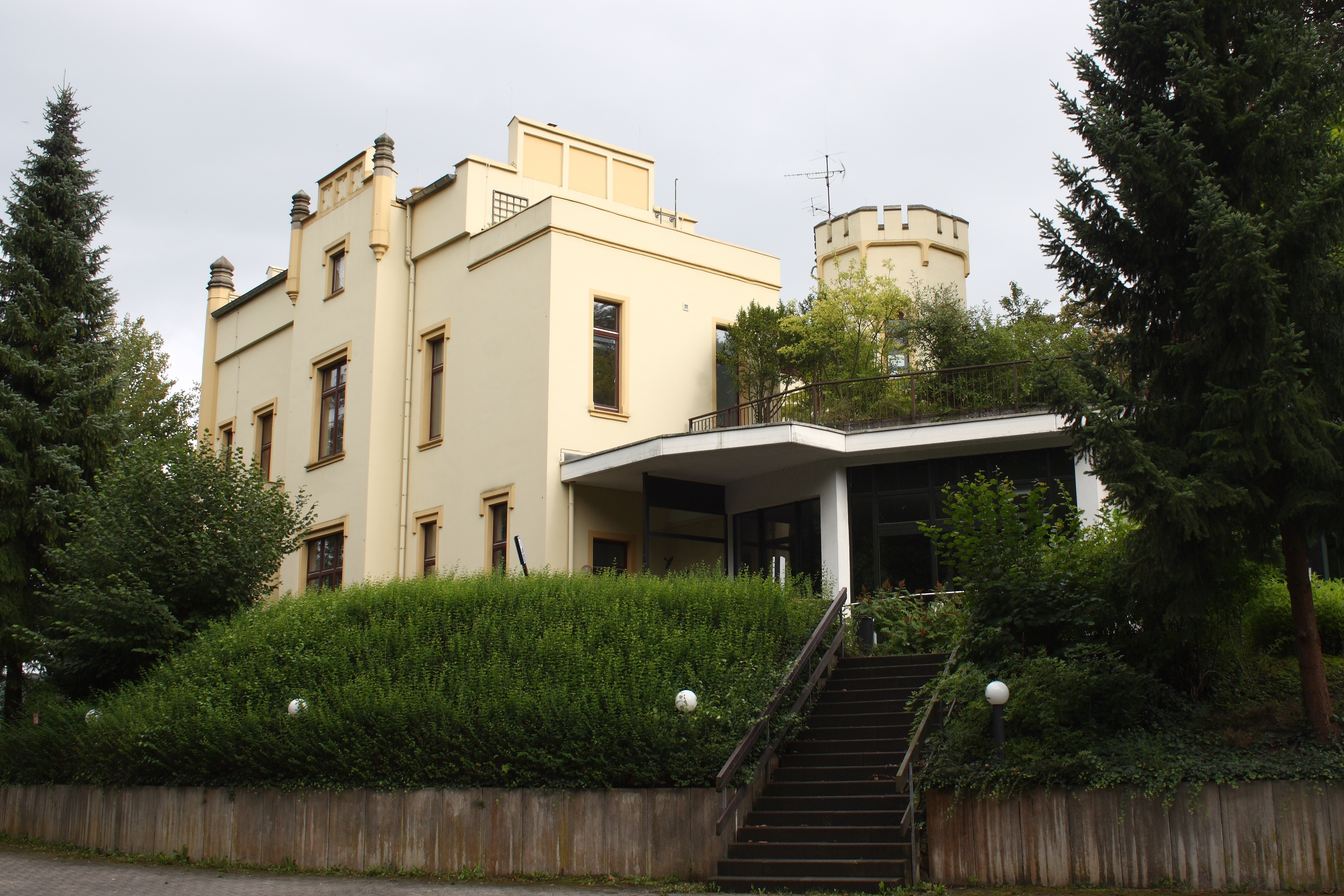
Villa Rolandshöhe bei Rolandseck, von 1956 bis 1969 Residenz des türkischen Botschafters (2011)

Nach Gründung der Bundesrepublik Deutschland 1949 eröffnete die Türkei am 6. März 1950 eine bei der Alliierten Hohen Kommission am Regierungssitz Bonn akkreditierte Gesandtschaft. Sie war zunächst am Wohnsitz des Gesandten, Nizamettin Ayaşlı, im Kölner Excelsior Hotel Ernst ansässig. Entsprechend einem Beschluss der Großen Nationalversammlung der Türkei vom 24. Juli 1951 zur Beendigung des Kriegszustands mit Deutschland nahmen beide Staaten wieder diplomatische Beziehungen zueinander auf. Die bisherige Gesandtschaft wurde zu einer Botschaft umgewandelt, der türkische Gesandte nahm ab dem 16. August 1951 die Funktion eines Botschafters wahr. Die Botschaft war mindestens bis 1953 im Bonner Ortsteil Gronau (Drachenfelsstraße 8) im Zentrum des neuen Parlaments- und Regierungsviertels beheimatet. Spätestens 1954 zog sie nach Bad Godesberg, dem räumlichen Schwerpunkt der diplomatischen Vertretungen. Dort nahm sie ihren Sitz in der Villa Rheinallee 34 im Godesberger Villenviertel, verschiedene Abteilungen der Botschaft waren ab Ende der 1950er-Jahre in dem Gebäude Rheinallee 53 untergebracht. Als Residenz des Botschafters diente zunächst die Villa Stirzenhofstraße 21 im Ortsteil Plittersdorf, ab 1956 die Villa Rolandshöhe bei Rolandseck in der Gemeinde Oberwinter südlich von Bonn.
Als sich die türkische Regierung auf eine längere Präsenz am Regierungssitz Bonn einzustellen begann, plante sie Mitte der 1960er-Jahre einen Neubau der Botschaftskanzlei und der Residenz als Wohnsitz des Botschafters auf einem knapp 5.000 m² großen Grundstück im Bad Godesberger Ortsteil Mehlem. Mit dem Entwurf wurde der türkische Architekt Vedat Özsan aus Bonn und Ankara beauftragt. Die Planung begann 1964, die Bauausführung erfolgte von 1965 bis Ende 1967. Nach Fertigstellung des Rohbaus wurden Baumängel entdeckt, die zu einer halbjährigen Baupause führten und Stabilisierungsarbeiten erforderlich machten. Nach der Freigabe seitens der türkischen Bauprüfungskommission konnten der Botschafter und die Kanzlei die neuen Botschaftsgebäude Ende Oktober 1969 beziehen. Die offizielle Einweihung der Neubauten erfolgte am 5. Juli 1970.
Als sich nach dem Zerfall der Sowjetunion die Republik Aserbaidschan gegründet hatte, nahm diese 1992 diplomatische Beziehungen mit der Bundesrepublik Deutschland auf und beauftragte zunächst die türkische Botschaft mit ihrer Interessenvertretung.
Im Zuge der Verlegung des Parlaments- und Regierungssitzes zog die türkische Botschaft im Sommer 1999 nach Berlin um. Teile der wertvollen Ausstattung der vormaligen Botschaftsgebäude wurden später dorthin überführt. Die Immobilie stand seit dem Umzug leer, befand sich aber weiterhin im Besitz der Republik Türkei. 2005 beantragte das Rheinische Amt für Denkmalpflege, die Gebäude als „gebautes Dokument der alten Bundesrepublik“ unter Denkmalschutz zu stellen. Die Stadt Bonn als Untere Denkmalbehörde kam diesem Antrag jedoch nicht nach, sondern genehmigte 2009 den beantragten Abriss der vormaligen Botschaftsresidenz; ausgeführt wurde er jedoch vorerst nicht. Im Frühjahr 2012 erwarb ein Projektentwickler die gesamte Liegenschaft, um dort in zwei Neubauten Eigentumswohnungen errichten zu lassen. Der dafür notwendige Abbruch der ehemaligen Botschaftsgebäude begann Mitte Oktober 2012. Die neuen Wohngebäude entstanden ab Frühjahr 2013, ihre Anordnung im rechten Winkel zueinander entspricht jener der bisherigen Bauten.
An der Kurfürstenallee im Zentrum von Bad Godesberg steht seit Dezember 1989 als Geschenk der türkischen Botschaft an die Stadt Bonn anlässlich ihrer 2000-Jahr-Feier (1989) die vom türkischen Bildhauer Metin Yurdanur (* 1951) geschaffene monumentale Nachbildung einer hethitischen Sonnenscheibe.

## Gebäude
Das Gebäudeensemble der türkischen Botschaft gliederte sich in ein dreigeschossiges Kanzleigebäude mit ausgebautem Souterrain, ein zweigeschossiges Residenzgebäude mit zurückgesetztem Obergeschoss sowie ein Nebengebäude mit drei Apartments. Alle Bauten waren flachgedeckte, mit Travertin sowie dunklem Naturholz verkleidete Stahlbetonkonstruktionen, unterschieden sich jedoch stilistisch deutlich voneinander. Das Kanzleigebäude bestand aus zwei gegeneinander versetzten und durch einen Gang miteinander verbundenen, kubischen Baukörpern und beinhaltete eine Nutzfläche von 2262 m². Bestimmendes Gestaltungsmerkmal der Fassade waren das Stahlbetongerüst sowie dazu kontrastierende raumhohe Fensterflächen mit dunklem Rahmen und Brüstungsfeldern.
Die Residenz mit einer Nutzfläche von 2.050 m² war ein repräsentativ gestalteter, verschachtelter und durch breite Betonflächen geprägter Bau. Die Dachkanten kragten als Brüstungsbänder weit aus, das Obergeschoss nahm eine Dachterrasse auf. Den Eingang bildeten ein auf vier Pfeilern ruhender Vorbau sowie Portale mit Bronzetüren (vor dem Abbruch nach Berlin überführt), auf denen in Keilschrift der Ägyptisch-Hethitische Friedensvertrag aus dem Jahre 1259 v. Chr. eingraviert war. Zu den kunstvoll in landestypischer Formensprache ausgeführten Innenraum-Elementen gehörten zum Garten gelegene Buntglasfenster mit orientalischen Motiven, Verblendungen aus Izmir-Marmor, Wintergärten, Kieselböden und eine türkische Marmorsitzecke. Die Empfangsräume des Botschafters befanden sich im ersten, die privaten Wohnräume im Obergeschoss.
Die Gartengestaltung erfolgte ebenfalls in landestypischen Formen. Die Anlage wurde von plattierten Wegen durchzogen und umfasste außer Büschen und Bäumen einen Brunnen, ein Wasserbecken aus türkischem Marmor, Natursteinstufen und Mauern sowie blumenbewachsene Kieselbeete, die teilweise im Innern von Kanzlei und Residenz eine Fortsetzung fanden.

„Den Willen zur Modernität beflügelte auch den türkischen Architekten Vedat Öszan (…). Mit der Residenz gelang ihm eine monumentale Verbindung von modernem Villenbau und orientalischem Raumkonzept.“

„Das Architekturensemble spielte mit Kontrasten. Obwohl aus gleichen Materialien – Stahlbeton, Travertin und Holz –, ist ein größerer stilistischer Unterschied zwischen den beiden Hauptbaukörpern kaum denkbar, deutlich die Trennung von Verwaltung, Repräsentation und Privatheit kennzeichnend.“